# La Nuit éternelle
La Nuit éternelle (titre original : The Night Eternal) est un roman américain de Guillermo del Toro et Chuck Hogan, troisième tome de la trilogie La Lignée (The Strain). Il est publié en France par Presses de la Cité en octobre 2011, puis est réédité en livre de poche par Pocket en août 2012.

## Résumé
Après l'apocalypse nucléaire déclenchée par le Maître, une nuit sans fin s'est abattue sur la Terre. Les vampires, extrêmement nombreux, utilisent les humains comme du bétail. Les hommes ne leur sont utiles qu'à cause de leur sang...
Alors qu'un groupe de survivants résiste toujours, Ephraïm Goodweather, leur leader, n'est plus que l'ombre de lui-même. « Eph » ne s'est pas remis de l'enlèvement de son fils Zack et de la liaison de Nora avec Fet. Très machiavélique, le Maître profite des faiblesses d'Ephraïm et lui propose d'épargner son fils en échange de l'Occido Lumen. Cet ancien manuscrit, préservé grâce au sacrifice du professeur Abraham  Setrakian, est la clef pour détruire le Maître...

## Trilogie
1. La Lignée (The Strain), traduction Hélène Collon, édition Presses de la Cité, 2009.
2. La Chute (The Fall), traduction Jean-Baptiste Bernet et Éric Moreau, édition Presses de la Cité, 2010.
3. La Nuit éternelle (The Night Eternal), traduit par Jacques Martinache et Éric Moreau, édition Presses de la Cité, 2011.